# Langkaplancar
Langkaplancar is een bestuurslaag in het regentschap Ciamis van de provincie West-Java, Indonesië. Langkaplancar telt 4364 inwoners (volkstelling 2010).